# Distretto di Cascapara
Il distretto di Cascapara è un distretto del Perù nella provincia di Yungay (regione di Ancash) con 2.064 abitanti al censimento 2007 dei quali 158 urbani e 1.906 rurali.
È stato istituito il 29 novembre 1915.